# Nuuk
Nuuk (a. m. „a fok”) (korábban dánul: Godthåb, ami jó reményt jelent) Grönland fővárosa és egyben legnagyobb városa.

## Fekvése
A város az egész évben jégmentes Nuuk-félszigeten, a Godthåbsfjorden torkolatánál fekszik, Grönland délnyugati részén. A város az északi sarkkörtől 240 km-re délre fekszik.

## Története
A környéken már a 10. századi viking felfedezők óta élnek emberek. Őket eszkimók (inuitok) követték a vidéken. A várost 1721-ben alapította a norvég misszionárius Hans Egede, és a Godthåb nevet adta neki. Ebben az időben Grönland norvég kolónia volt a dán-norvég királyság uralma alatt, de két századon keresztül nem állt kapcsolatban a királysággal. A dánok még ma is Godthåbként emlegetik a várost, bár 1979 óta a hivatalos neve is grönlandiul van, azaz Nuuk.
2008-ig a Nuuk község székhelye volt.

## Időjárás
Januárban a középhőmérséklet -7 °C, míg júliusban 7 °C.
Decemberben a nap délelőtt 10 órakor kel, és délután fél 3-kor le is nyugszik. Ezzel szemben május közepétől augusztus elejéig egész nap, vagyis 24 órán át világos van.
| Hónap                                | Jan.  | Feb.  | Már.  | Ápr.  | Máj.  | Jún. | Júl. | Aug. | Szep. | Okt.  | Nov.  | Dec.  | Év    |
| ------------------------------------ | ----- | ----- | ----- | ----- | ----- | ---- | ---- | ---- | ----- | ----- | ----- | ----- | ----- |
| Rekord max. hőmérséklet (°C)         | 11,0  | 11,0  | 12,0  | 13,0  | 16,0  | 23,0 | 24,0 | 22,0 | 17,0  | 18,0  | 14,0  | 15,0  | 24,0  |
| Átlagos max. hőmérséklet (°C)        | −4,6  | −4,7  | −5,1  | −1,2  | 3,1   | 7,0  | 9,9  | 9,3  | 6,0   | 1,4   | −1,3  | −3,5  | 1,4   |
| Átlaghőmérséklet (°C)                | −7,3  | −7,7  | −7,9  | −3,8  | 0,7   | 4,1  | 6,7  | 6,4  | 3,7   | −0,7  | −3,6  | −6,1  | −1,3  |
| Átlagos min. hőmérséklet (°C)        | −10,0 | −10,7 | −10,7 | −6,3  | −1,7  | 1,1  | 3,5  | 3,5  | 1,4   | −2,7  | −5,8  | −8,6  | −3,9  |
| Rekord min. hőmérséklet (°C)         | −29,0 | −27,0 | −28,0 | −21,0 | −12,0 | −6,0 | −2,0 | −3,0 | −8,0  | −14,0 | −18,0 | −26,0 | −29,0 |
| Átl. csapadékmennyiség (mm)          | 40    | 47    | 49    | 47    | 55    | 62   | 87   | 85   | 89    | 66    | 73    | 74    | 774   |
| Átl. páratartalom (%)                | 78    | 79    | 81    | 81    | 84    | 84   | 87   | 87   | 83    | 78    | 76    | 77    | 81    |
| Havi napsütéses órák száma           | 31    | 84    | 186   | 240   | 186   | 150  | 186  | 124  | 90    | 62    | 30    | 0     | 1369  |
| Napi napsütéses órák száma           | 1     | 2     | 5     | 6     | 6     | 7    | 6    | 5    | 5     | 3     | 1     | 0     | 4     |
| Forrás: Meteorológiai Világszervezet |       |       |       |       |       |      |      |      |       |       |       |       |       |

## Egyetem
- Grönlandi Egyetem (Ilisimatusarfik).

## Közlekedés
- A nuuki repülőtéren van az Air Greenland központja, járatot indít Nuuk és Koppenhága között, illetve számos belföldi úticélra. 2025-től tervezik további dán úticélok elérhetőségét Nuuk repülőtérről, köztük egy közvetlen járatot Aalborgba és egyet az izlandi Keflavik repülőtéren keresztül Billundba[3].
- A városból nincs kivezető út, de a településen belül elég jók az útviszonyok. Nuukban van buszközlekedés.
- A városban található egy 2200 méter hosszú kifutópályával rendelkező repülőtér (IATA: GOH, ICAO: BGGH).

## Testvérvárosok
- Aalborg, Dánia
- Cuxhaven, Németország
- Vantaa, Finnország
- Tiverton, Rhode Island, USA
- Csangcsun, Kína
- Reykjavík, Izland
- Ushuaia, Argentína
- Tórshavn, Feröer
- Amasya, Törökország
- Oslo, Norvégia
- Koppenhága, Dánia
- Helsinki, Finnország
- Bocas del Toro, Panama
- Stockholm, Svédország
- Sorong, Indonézia